# 安田義資
安田 義資（やすだ よしすけ）は、平安時代末期から鎌倉時代初期の武将、鎌倉御家人。甲斐源氏の一族で、父は安田義定。

## 生涯
安田義定の嫡男として生まれる。文治元年（1185年）8月29日、源頼朝の命で越後の国司となる。翌30日は従五位下に叙位された。文治5年（1189年）7月から始まる奥州合戦に従い、軍功を挙げた。
建久元年（1190年）11月には源頼朝の上洛に従って入京した。しかし、建久4年（1193年）11月27日の永福寺薬師堂供養の際に、女房に艶書を届けたとの科で、梶原景時の讒言に遭い、翌28日、源頼朝の命を受けた加藤景廉によって殺害され、鎌倉にて梟首されたという（『吾妻鏡』）。
永福寺は、頼朝が奥州攻めで亡くなった武将たちの鎮魂のため建立した寺院であり、その供養の際の義資の相応しくない態度が、安田一族の粛清の口実にされたと思われる。

## 義資死後と子孫
同年12月には、この事件の責任を負わされた父の安田義定が所有していた遠江国の所領が没収され、遠江国守護職も剥奪される。翌年の8月には、その義定も謀反の疑いをかけられて梟首となった。この時期には他の甲斐源氏の一族も次々と粛清されており、元暦2年（1184年）には一条忠頼、翌文治元年（1185年）には秋山光朝も殺害され、殺害されぬまでも軟禁状態に置かれた者、後難を恐れて逃亡を図った者も多い。一連の粛清は甲斐・信濃を根拠とする源氏一族の弱体化が狙いであり、これより甲斐・信濃の源氏一族は頼朝の支配下に編入されることとなった。
子孫は後に、大江氏に仕え、居住していた常陸国粟屋の地名を取って粟屋氏を称した。大江氏の移住に従って後に安芸国に移り住み、後に毛利家中で重きを成した。安芸分郡守護武田氏が若狭守護を兼ねた際に若狭に移住した一族がおり、若狭武田氏の重臣となった。